# Silas Soule
Silas Stillman Soule (né le 26 juillet 1838 à Bath et mort le 23 avril 1865 à Denver) est un militant anti-esclavagiste, un jayhawker du territoire du Kansas et un  militaire américain.
Pendant la guerre de Sécession, il rejoint les volontaires du Colorado, s'élevant au rang de capitaine dans l'Union Army. Le 29 novembre 1864, Soule commande la compagnie D du 1er régiment de cavalerie du Colorado et refuse l'ordre de se joindre au massacre de Sand Creek. Au cours de l'enquête qui suivit, Soule témoigne contre le commandant du massacre, John Chivington, et est peu après assassiné.